# Reiseverkehrskaufmann
Reiseverkehrskaufmann/-frau ist ein dualer Ausbildungsberuf. Reiseverkehrskaufleute beraten und informieren im Reisebüro über die Angebote eines oder mehrerer Reiseveranstalter oder vermitteln Einzelangebote wie Flugtickets, Hotels, Mietwagen, Visa und ähnliches für Privat- oder Geschäftsreisende. Reiseverkehrskaufleute arbeiten auch bei Reiseveranstaltern und sind dort für die Gestaltung von Pauschalreisen verantwortlich. Der Fokus dieser Ausbildung liegt bei Auslandsreisen. Der Beruf wurde zuvor „Reisebürokaufmann/-frau“ genannt. Zum 1. August 2011 wurde die Berufsausbildung durch die Ausbildung zum Tourismuskaufmann ersetzt.

## Ausbildung
Die Ausbildung zum Tourismuskaufmann dauert in der Regel drei Jahre, jedoch kann sie auf Antrag auf minimal zwei Jahre verkürzt werden, wenn zu erwarten ist, dass das Ausbildungsziel in der gekürzten Zeit erreicht wird (§ 7 f. BBiG). Oftmals wird dies genehmigt, wenn der oder die Auszubildende die (Fach-)Hochschulreife mit mindestens der Note „gut“ vorweisen kann. Rein formell ist kein bestimmter Schulabschluss als Eingangsvoraussetzung nötig. Touristische Unternehmen bevorzugen jedoch zumeist Bewerber mit mindestens sehr gutem Realschulabschluss.
In der Berufsschule wird insbesondere touristisches Fachwissen wie Zielgebietskenntnisse, Verkaufsgespräche, Produktion von Pauschalreisen, Marketing oder Abläufe des Geschäftsreisemanagements vermittelt. Außerdem werden kaufmännische Fächer wie  allgemeine Wirtschaftslehre, Politik, Datenverarbeitung, Rechnungswesen und Sprachen z. B. in Deutsch und Englisch unterrichtet.
Englischkenntnisse waren erforderlich, da einige Computerprogramme nur auf Englisch anwendbar waren oder teilweise mit Kunden und Partnern auf Englisch kommuniziert werden musste.